# Аквавит
Аквави́т (норв. akevitt; швед. akvavit, дат. akvavit) — национальный норвежский алкогольный напиток крепостью 37,5—50 % Название напитка происходит от латинского выражения aqua vitae.

## История
Самое раннее известное упоминание названия «аквавит» в письменных источниках («aqua vitæ») обнаружено в письме от датского владельца замка-крепости Бергенхус в городе Бергене Еске Билле (Esge Bilde) в Нидарос (древнее название Тронхейма), к последнему римско-католическому архиепископу Норвегии Олаву Энгельбректсону (Oluff Engelbrektsson), датированном 13 апреля 1531 года:

Дорогой Милорд, извещаю Вашу светлость, что я посылаю Вашей светлости немного воды с Jon Teiste, которая называется Аква Вите и помогает от всех болезней, которые человек может иметь внутри и снаружи.
Оригинальный текст (норв.)Kiere herre werdis ether nade wiide att ieg szende ether nade nogit watn mett Jon Teiste som kallis Aqua vitæ och hielper szamme watn for alle hande kranchdom som ith menniske kandt haffue indwortis.
— Еске Билле

## Способ получения
Аквавит производится на основе спирта, полученного путём перегонки из картофеля или, реже, зерна без добавления сахара, настаивается на специях, в которые могут входить тмин, укроп, кориандр, корица, фенхель, анис, зверобой и другие, и выдерживается в дубовых бочках или в бочках из-под хереса (шерри) или коньяка от 3 месяцев до 12 лет. Аквавит обычно имеет оттенок от соломенно-золотистого до темно-коричневого, некоторые сорта бесцветны. Более тёмный цвет может свидетельствовать либо о более долгой выдержке продукта, либо о том, что в ходе производства использовались «молодые» бочки.

## Производство
Дания — основной поставщик аквавита на мировой рынок. Большая популярность датских сортов аквавита в большой степени основана на их относительной дешевизне, поскольку они, как правило, имеют небольшую выдержку, в то время как цена на премиальные сорта, которые производит Норвегия, может превышать 1000 NOK (норвежских крон) за литр. Обычная цена норвежских аквавитов — 550—600 NOK за литр.
Премиальной серией норвежских аквавитов является Linie Aquavit («линье-аквавит»). Термин «линье» в названии означает, что напиток пересекал экватор. Своим названием напиток данной серии обязан тому, что сначала его везут морским путём в Южное полушарие и обратно, при этом он дважды пересекает экватор. Благодаря постоянному движению внутри бочки аквавит впитывает аромат дерева, приобретает бархатный вкус и золотистый цвет. После этого напиток разливается в бутылки и поступает в продажу.

## Способ употребления
Аквавит принято употреблять охлажденным, иногда до −18 °C. Датский аквавит и все биттеры лучше пить при комнатной температуре.